# 広島拘置所尾道拘置支所脱獄事件
広島拘置所尾道拘置支所脱獄事件（ひろしまこうちしょおのみちこうちししょだつごくじけん）とは、1965年4月10日に発生した、死刑が言い渡された控訴中の被告人が脱獄した事件である。脱獄から13時間で再度拘束したが、その間にさらに罪を重ねた。

## 事件の概要

### 本人歴
H（1937年10月24日生まれ）は、25歳時の1963年1月20日午前7時ごろに当時住んでいた広島県三原市の国鉄（現在の西日本旅客鉄道（JR西日本））三原駅前にあった食堂の経営者の女性（当時53歳）を殺害し2万円を奪った強盗殺人事件を引き起こした。Hは他にも強盗、婦女暴行など10件の余罪があった。
1965年3月に広島地方裁判所尾道支部で死刑判決を言い渡され、Hは広島高等裁判所に控訴していた。当時Hは尾道市久保町にあった広島拘置所尾道拘置支所（その後廃止、現在は広島刑務所の支所として運用）に収監されていた。しかしHは拘置所の規律が厳しく、どうせ死刑になるのだろうとむしゃくしゃしていた。そのため脱獄を企てた。

### 脱獄
1964年10月に検事から死刑を求刑されたHは、まず監獄に貼られていた金網に穴を開け、そこから自作したゴム銃を発射し、前もって外部の協力者に用意させた煙草を結びつけて房内に引き込んだ。そして、その煙草を収容されていた暴力団員に与えて、その暴力団員の手引きで12月に金鋸を入手したという。なお金鋸の詳細な入手経路はHが黙秘したため明らかになっていない。
その後Hは4ヶ月かけて自身が収監されていた未決囚独房17号の鉄格子を金鋸で切断した。また脱獄決行までの4日間は断食して少しでも身体を細くした。そして1965年4月10日夜に脱獄した。

### 逃避行
脱獄したHは囚人服であったことから衣服を奪うことにした。まず尾道市内の民家に午後8時40分に包丁を持って侵入し、この家の夫婦を脅迫し両手両足を縛った上で現金800円と衣類を奪った上に妻を強姦した。そのため広島県警察は「死刑囚脱獄逃走事件特別捜査本部」を設置し広島県全域に非常線をはるとともに全国にHを指名手配した。また平素から不穏な発言をしていたとの情報からHに死刑を言い渡した法廷関係者の身辺警護をはかるとともに、マスコミを通じて「死刑囚」が脱獄した事実を公表した。
だが、Hは隣の福山市に逃走しており、午後10時ごろに市内の民家に包丁を持って進入し夫婦を縛り上げて現金500円と衣服を奪ったうえに妻を強姦しようとした。しかし、夫は紐を解くのに成功し台所から出刃包丁を持ち出して妻を暴行しようとしたHに反撃した。しかし夫は逆に出刃包丁を奪われた上に全治2ヶ月の重傷を負ってしまった。
その後Hは市内の民家に午前0時に侵入し、用を足そうとしていた同家に下宿する大学生を脅迫し大学生の部屋に立てこもった。そこで3時半まで居座って「今、人を殺してきた。服を変えるから服を貸せ」と学生服を奪い着替えた。ここでHは「岡山方面に逃げると思っているから尾道に逃げようと思う。死刑を求刑した検事を殺す」といって逃げたが、実際には岡山方向に逃げていた。
午前9時20分に福山市引野町でブカブカの学生服を着た不審者がいるとの通報があり、9時25分ごろに引野町皿山付近の路上で逮捕された。Hは逃避行のなかで前述の強盗、強姦と傷害3件のほか、窃盗4件、同未遂1件、住居侵入1件と罪を重ねていた。

## 脱獄囚のその後
この脱獄事件は別件で捜査審理され、懲役15年が確定した。一方の死刑求刑事件は広島高裁で審議されていたが、1970年になって控訴を取り下げた。1970年5月19日の中国新聞朝刊が伝えるところでは、取下げの動機としてHが実母に話したところによれば「なかなか審理が開かれないし、弁護士に会いたいといっても来てくれない」といって、お金がない者はどっちにしても死刑になると半ば捨て鉢になったからという。後に本人は翻意して控訴取下げを取り消そうとしたが、既に裁判所が受理したため受け入れられなかった。1975年に死刑執行、享年38歳。